# Šerák
Der Šerák (deutsch Hochschar, 1351 m n.m.) ist ein Berg im Altvatergebirge, gelegen an der historischen Grenze zwischen Mähren und Schlesien. Zusammen mit der benachbarten Kepernik (Keprník, deutsch auch: Glaserberg) ist er Teil des Nationalen Wildschutzgebietes Šerak-Keprník und des Schutzgebiets (CHKO) Jeseníky. Auf einer Höhe von 1330 m n.m. steht die Georgschutzhütte (tschechisch Chata Jiřího). Sie wurde nach dem Breslauer Fürstbischof Georg von Kopp benannt.

## Topografie
Der Hochschar und seine Felsformationen bilden das nördliche Ende des Hauptkammes des Altvatergebirges. Im Westen fallen die Hänge des Hochschars über den Sonntagsberg (Mračná Hora) und den Sattel Schwarzküppel (Čerňava) bis zum hinunter zum Ramsauer Sattel (Ramzovské sedlo). Im Osten fällt der Hochschar zum weiten Tal der Biele ab. Nachbarberge des Hochschar sind im Osten das Blasebalg (Šumný), im Nordwesten der Ammichstein (Obří skály, deutsch auch: Riesenfelsen), im Norden der Schnee-Urlich (Sněhulák), im Süden der Kepernik. Im Norden fallen die Hänge des Hochschar in das Tal des Straßenbachs (Ramzovský potok) ab.
Der Hochschar liegt auf den wichtigsten europäischen Wasserscheiden zwischen dem Schwarzen Meer und der Ostsee. Das Nitsch-Wasser (Keprnický potok) und der Mühlbach (Javořický potok) fließen in die Biele, die Oder und schließlich in die Ostsee. Der Mittelbordbach (Klepáčský potok, Branná), der an den südwestlichen Hängen des Hochschar entspringt, bringt sein Wasser über die Donau ins Schwarze Meer.

## Aufstieg
Die einfachste Zugang ist mit der Seilbahn von Ramzová aus. Die Talstation in Ramsau ist etwa 500 m vom Bahnhof Ramsau, der mit der Bahn von Jeseník und Olmütz aus erreicht werden kann. Der Hochschar ist mit markierten Wanderwegen aus mehreren Richtungen erreichbar:
- Von Ramsau führt der klassische Aufstieg entlang des roten Wandermarkierung. Es verläuft um die Talstation der Seilbahn, den Wasserbrunnen bis zur Kreuzung U Dobré vody, dann entlang der roten Markierung zum Sattel Schwarzküppel (Čerňava) über den Sonntagsberg zum Gipfel des Hochschar.
- Von Ramsau aus kann man auch der grünen Markierung durch den Mordgraben (Mordová rokle) folgen, von wo aus der Weg durch dichte Vegetation zum Ammichstein führt, weiter den steilen blau markierten Weg nach oben. Der Ammichstein kann auch durch die blaue Markierung von Nieder Lindewiese (Horni Lipová) erleichtert werden.
- Von Spornhau (Ostružná) aus entlang der blauen Markierung der Kreuzung U Dobré vody und die rote Markierung wie oben nehmen.
- Von Bad Lindewiese (Lipová-lázně) und Freiwaldau führen Wege, die sich mit der gelben Markierung verbinden, die in den Serpentinen für etwa 1 km die Höhe von 400 m überwindet.
- Von Waldenburg (Bělá pod Pradědem) führt eine blaue Markierung durch den Uhustein (Výrovku) und über das Blasebalg (Šumný). Diese Strecke misst 10 km, mit einer Höhendifferenz von 850 m.
- Von Goldenstein (Branná) führt eine gelbe Richtung über den Fuhrmannstein (Vozka) zum Hochschar.
- Vom Roterbergsattel (Červenohorské sedlo) entlang dem Hauptkamm, entweder über den Gipfel des Rotebergs (Červená Hora) oder am Hang des Rotebergs (Červená Hora) am Heidebrünnl (Vřes Studánka) vorbei, und mit gelber Markierung weiter zum Kepernik und Hochschar.

## Geschichte
Die Georgschutzhütte (auch Georgsschutzhaus) wurde 1888 vom Deutschen Tourismusverband erbaut und zu Ehren des Breslauer Fürstbischofs Georg von Kopp benannt. Die Berghütte brannte 1896 nieder und wurde 1926 in der heutigen Form wiederaufgebaut.